# Киджаныпсон
Киджаныпсон (кор. 기장읍성) — крепость времён династий Корё и Чосон, расположенная в Киджан-гуне города-метрополии Пусан, Республика Корея.

## История
Крепость Киджаныпсон изначально находилась в прошлом центре Киджана, но была разрушена из-за японских вторжений в период правления короля Му. Существующая в настоящее время крепость была построена в 1356 году, 5-й год правления короля Конмина. На момент постройки длина стен крепости была 968 метров и высота — 3,6 метра, в настоящее время крепость представляет собой руины.
В крепости находились администрация префектуры Киджан и общественные здания, которые в периоде насильственной оккупации Японией были разрушены японцами.